# 作戦名ラグナロク
『作戦名ラグナロク』 (オペレーションラグナロク、ZED BLADE) は、1994年9月13日にSNKから稼働されたアーケード用シューティングゲーム。開発はNMK。
読み方は「オペレーションラグナロク」であるが、表記はMVSカセット本体、インストカード、および梱包材の「作戦名ラグナロク」に準じる。タイトル画面では「作戦名“ラグナロク”」と表記されている。
本作は家庭用のNEOGEOおよびNEOGEO CDへの移植はされなかったが、後にアケアカNEOGEOにて移植されている。

## 概要
本作はNMKがMulti Video System（MVS）用に開発した唯一のタイトルである。NMKが開発したシューティングは高難易度で知られているが、本作はそこまで難易度は高くなく比較的遊びやすい方である。当時としてはオーソドックスなタイプの横スクロールシューティングになるが、地形や敵の攻撃が通らない部分を撃ち込むことで点数が加算されるため、普通に攻略するのとスコア稼ぎを狙うプレイでは遊び方が大きく変わる。インストカードのキャラクターイラストは森気楼、ゲーム音楽は並木学が担当した。通常MVSで稼働したタイトルは家庭用NEOGEOおよびNEOGEO CDにも発売される運びになるが、本作は家庭用NEOGEOへの移植は行われず、さらにNMKがその後倒産したため長年の間業務用でしか遊べなかった。しかし2017年にハムスターがNMKの権利を取得したことにより、アケアカNEOGEOにて家庭用ゲーム機への移植が実現した。

## ゲーム内容
画面左右から登場する敵をショットやボンバーを駆使してステージを攻略する横スクロールシューティングゲーム。8方向レバー＋ショットとボンバーの2ボタンで操作する。3人のパイロットとそれぞれ3種類の前方ショット、ミサイル、後方ショットの中から選んでプレイを開始する。3人のパイロットのそれぞれの特徴は、スピードは遅いが初期のボンバーが4つで撃ち込み点が50点と最も高いアンクル・ベアード。スピードは普通で初期のボンバーが3つで撃ち込み点が20点のミス・シャルロット。スピードが早いが初期のボンバーが3つで撃ち込み点が10点のスウィフト・アーノルド。選べる装備は、前方ショットが3WAY、WAVE、VERTICAL。ミサイルはHOMING、AS、AA。後方ショットは2WAY、WAVE、TWIN。特定の敵を倒したりすると現れるアイテムは、「P」「M」「R」がそれぞれ前方ショット、ミサイル、後方ショットのパワーアップ。またボンバーのストック数が増えるアイテムと、ボンバーが強化されるアイテムが存在する。さらに得点によって残機が増える1UPアイテムも現れる。プレイヤーは攻撃を喰らうとその場復活になりアイテム2つが現れる。残機が全て無くなるとゲームオーバー。月や火星などの宇宙が舞台のSF的世界観の全8ステージ構成で一周エンド。アーケード筐体ではハイスコアで上位5名までがランクインできてネームを書き込める仕様であり、全国各地で熾烈な争いが繰り広げられたと思われるが、ステージ2「LUNAR」のボス「LUNAR WALKER」との戦いがシステム上スコアを無制限に稼げる箇所となっており、ここを利用することで無制限にスコアが稼げるという穴が存在している（このゲームは壁を攻撃してもスコアが加算されるため、「LUNAR WALKER」のコア部分を無視して壁を攻撃していればボス戦をほぼ永久的に続行できる）。

### ステージ構成
| 面 | ステージ                 | ボス         | ステージBGM                     |
| -- | ------------------------ | ------------ | ------------------------------- |
| 1  | BATTLE IS BEGUN          | ROC CARRIER  | Shootaholic [Shockout MIX]      |
| 2  | LUNAR                    | LUNAR WALKER | Universe Blue [Soyuz MIX]       |
| 3  | MARS                     | COSMIC SLIME | Bionic Life [Hangup MIX]        |
| 4  | ASTEROID                 | CONSTRICTOR  | Asteroid Circus [Repulse MIX]   |
| 5  | SURFACE OF THE JUPITER   | LOKI         | Universe Blue [Soyuz MIX]       |
| 6  | FRONTIER OF SOLAR SYSTEM | BIG BILL     | Shootaholic [Shockout MIX]      |
| 7  | YGGDRASIL                | INSANE SHIP  | Bionic Life [Hangup MIX]        |
| 8  | VALKYRIE                 |              | Valkyrie [She likes Gabber MIX] |

## 音楽

### サウンドトラック
本作の音源は以下の作品に収録されている。
- 『並木学WORKS ～作戦名ラグナロク～』（2010年11月10日、SRIN-1074、SweepRecord） 2010年11月10日[2]
- 『NMK ARCADE SOUND DIGITAL COLLECTION Vol.1』（2017年8月30日、CDST-10052、シティコネクション） 2017年8月30日[3]

## 移植版
| No. | タイトル                          | 発売日        | 対応機種        | 開発元 | 発売元     | メディア                        | 備考                      |
| --- | --------------------------------- | ------------- | --------------- | ------ | ---------- | ------------------------------- | ------------------------- |
| 1   | 作戦名ラグナロク                  | 2017年7月20日 | Xbox One        | NMK    | ハムスター | ダウンロード （アケアカNEOGEO） | 海外版（ZED BLADE）も収録 |
| 2   | 作戦名ラグナロク                  | 2017年8月10日 | PlayStation 4   | NMK    | ハムスター | ダウンロード （アケアカNEOGEO） | 海外版（ZED BLADE）も収録 |
| 3   | 作戦名ラグナロク                  | 2017年8月31日 | Nintendo Switch | NMK    | ハムスター | ダウンロード （アケアカNEOGEO） | 海外版（ZED BLADE）も収録 |
| 4   | 作戦名ラグナロク                  | 2018年2月28日 | Windows 10      | NMK    | ハムスター | ダウンロード （アケアカNEOGEO） | 海外版（ZED BLADE）も収録 |
| 5   | 作戦名ラグナロク                  | 2022年1月13日 | iOS Android     | NMK    | SNK        | ダウンロード （アケアカNEOGEO） | 海外版（ZED BLADE）も収録 |
| 6   | アケアカNEOGEO セレクション Vol.6 | 2025年8月7日  | Nintendo Switch | NMK    | SNK        | Switch専用ゲームカード          | 収録ソフトの一つ          |

## スタッフ
- ソフトウェア:ORE DAYO
- グラフィック:KATE SEKI、IKEZU KENZI、BIG USI、UISAKU、SAIYER KITAMURA、MINGMEI
- サウンド:SANTARURU(並木学)